# Software Freedom Law Center
Das  Software Freedom Law Center (SFLC) ist eine Organisation, die sich auf gesetzliche Vertretungen und verwandte Dienstleistungen für Entwickler von Free/Libre Open Source Software spezialisiert hat. 
Diese bieten sie pro bono an. Gegründet wurde das Software Freedom Law Center 2005 mit Eben Moglen als Vorstandsvorsitzender. Die 4 Millionen US-Dollar, welche für die Finanzierung aufgewendet werden, stammten aus einem von den Open Source Development Labs eingerichteten Fonds.

## Tätigkeit

### GPL Version 3
Das SFLC unterstützte die Free Software Foundation zwischen 2005 und 2007 bei der Entwicklung der dritten Version der Freie Software-Lizenz GNU General Public License (GPLv3). Zusammen mit Richard Stallman gehört auch SFLC-Vorstandsvorsitzender Eben Moglen zu den Hauptautoren.
Im August 2008 veröffentlichte das SFLC Richtlinien für den Umgang mit der GPL. Dabei werden praktische Hinweise im Umgang mit dieser Lizenz vermittelt.

### BusyBox
Zwischen 2007 und 2009 prozessierte das SFLC im Namen der beiden Hauptentwickler von BusyBox (Erik Andersen und Rob Landley) gegen verschiedene Hersteller von Elektronikprodukten. Dabei handelte es sich um Verletzungen der zweiten Version der GNU General Public License (GPLv2).
- 20. September 2007 – SFLC eröffnete eine Klage gegen den Elektronikhersteller Monsoon Multimedia.[6][7] Mit der Verwendung von BusyBox in der Monsoon Multimedia HAVA Produktlinie und der gleichzeitigen Weigerung das Quellprogramm offenzulegen verletzte der Hersteller die Lizenzbestimmungen von BusyBox. Die beiden Parteien einigten sich auf einen Vergleich; die Zahlung einer Ausgleichssumme an den Kläger und das zusätzliche Versprechen der Herstellerfirma, künftig die Lizenzbestimmungen der GPL einzuhalten.[8]
- 20. November 2007 – Es folgte eine Klage gegen Xterasys und High-Gain Antennas[9] wegen Verstosses gegen die GNU General Public License. Am 17. Dezember 2007 erwirkte SFLC somit einen Vergleich zwischen der Klägerpartei und Xterasys, in welchem das Unternehmen die Auslieferung weiterer Produkte bis zum Zeitpunkt der Nachlieferung des Quellcodes stoppte.[10] Am 6. März 2008 folgte High-Gain Antennas mit demselben Zugeständnis.[11]
- 7. Dezember 2007 – Eine Klage gegen die Firma Verizon Communications aufgrund Lizenzverletzungen durch den unrechtmäßigen Gebrauch von BusyBox wurde drei Monate später ebenfalls beigelegt. Die Klägerparteien einigten sich auf eine Ausgleichszahlung und dem Zugeständnis von Verizon Communications, die Lizenzauflagen in Zukunft zu erfüllen.[12][13]
- 10. Juni 2008 – SFLC eröffnete eine Klage gegen die Firma Bell Microproducts sowie Bell Microproducts Super Micro Computer.[14]
- 14. Dezember 2009 – Es folgte die bisher größte Klage gegen 14 Elektronikhersteller. Darunter namhafte Hersteller wie Best Buy, Samsung und Westinghouse.[15][16] Mit allen Hersteller bis auf einen konnte die Klage durch einen Vergleich beigelegt werden (bis September 2012)[17] in dem verbleibenden Fall wurde zugunsten des SFLC (bzw. der Software Freedom Conservancy) entschieden.[18]

### Cisco Systems
In Vertretung für die Free Software Foundation verklagte das SFLC im Dezember 2008 Cisco Systems. Dabei warf die FSF der Gegenpartei Lizenzverletzungen in Linksys vor. Cisco habe trotz Verwendung von Software, die unter der GPL lizenziert ist, den Quelltext der geänderten Programme nicht an seine Kunden weitergegeben. Dies widerspricht den grundlegenden Prinzipien dieses Lizenzmodells. Im Mai 2009 einigten sich die beiden Parteien außergerichtlich. Cisco stand der FSF eine unbekannte Summe zu. Des Weiteren erklärte Cisco sich bereit, die geforderten Maßnahmen im Hinblick auf die Einhaltung der GPL stärker zu verfolgen.

## Vorstandsmitglieder
Nach dem Stand vom Januar 2023 setzt sich der Vorstand des SFLC aus folgenden Mitgliedern zusammen:
- Eben Moglen (Vorsitz)
- Diane M. Peters
- Daniel Weitzner